# 柳树站
柳樹站（：／ Yusu yeok */?）是慶全線沿線的一座鐵路車站，位於韓國庆尚南道晉州市奈洞面柳樹里，已於2016年關閉。

## 历史
- 1967年2月22日 - 落成使用[1]。

## 相鄰車站
韓國鐵道公社
慶全線
晉州－柳樹－浣紗